# Ham Lake
Ham Lake és una població dels Estats Units a l'estat de Minnesota. Segons el cens del 2000 tenia 12.710 habitants.

## Demografia
Segons el cens del 2000, Ham Lake tenia 12.710 habitants, 4.139 habitatges, i 3.472 famílies. La densitat de població era de 142,4 habitants per km².
Dels 4.139 habitatges en un 45,9% hi vivien nens de menys de 18 anys, en un 74% hi vivien parelles casades, en un 6% dones solteres, i en un 16,1% no eren unitats familiars. En l'11,4% dels habitatges hi vivien persones soles el 2,5% de les quals corresponia a persones de 65 anys o més que vivien soles. El nombre mitjà de persones vivint en cada habitatge era de 3,07 i el nombre mitjà de persones que vivien en cada família era de 3,33.
Per edats la població es repartia de la següent manera: un 31% tenia menys de 18 anys, un 7,5% entre 18 i 24, un 33,8% entre 25 i 44, un 23,4% de 45 a 60 i un 4,2% 65 anys o més.
L'edat mediana era de 34 anys. Per cada 100 dones de 18 o més anys hi havia 106,2 homes.
La renda mediana per habitatge era de 67.750 $ i la renda mediana per família de 71.905 $. Els homes tenien una renda mediana de 44.462 $ mentre que les dones 31.239 $. La renda per capita de la població era de 24.329 $. Entorn de l'1,2% de les famílies i el 2,1% de la població estaven per davall del llindar de pobresa.

## Poblacions més properes
El següent diagrama mostra les poblacions més properes.